# Stranka demokratske akcije
Stranka demokratske akcije (SDA) konzervativna politička stranka u Bosni i Hercegovini pučanske orijentacije. Osnovana je 26. svibnja 1990. u Sarajevu, a prvi predsjednik bio joj je Alija Izetbegović. S HDZ-om BiH i SDS-om bila je nositelj demokratskih promjena, ali i stranka koja je bila nositelj bošnjačke politike tijekom rata u Bosni i Hercegovini.
SDA danas predstavlja najutjecajniju i najbrojniju političku stranku među Bošnjacima. Trenutačni predsjednik stranke je Bakir Izetbegović.

## Povijest
Stranku su 26. svibnja 1990. godine osnovali Alija Izetbegović, Muhamed Filipović i Adil Zulfikarpašić. Bila je prva nacionalna stranka Bošnjaka nakon što je 1945. godine zabranjeno višestranačje. Stranka je osnovana u Sarajevu, a jedan od osnivača bio je i pjevač Safet Isović.
Nakon pada komunizma stranka je na prvim izborima u BiH postigla priličan uspjeh. Danas je među najjačim političkim strankama Bošnjaka u Bosni i Hercegovini, a ima svoje ogranke u Hrvatskoj, Sjevernoj Makedoniji i Srbiji (Sandžak).
Alija Izetbegović za svog nasljednika na mjestu predsjednika stranke imenovao je Sulejmana Tihića 2001. S njegovim imenovanjem u stranci je počeo proces sekularizacije. Tihić, koji nije bio pripadnik islamističkog pokreta, našao se na udaru istih, koji su držali vodeća mjesta u stranci. Tihićevo imenovanje trebalo je označavati početak reformi i sekularizacije stranke, no to je umanjilo moć islamista u SDA.
Podjele u stranci naročito su se izrazile tijekom procesa ustavnih reformi, u svibnju 2005., kada je trebao biti održan Kongres SDA. Islamisti su radili da umanje Tihićevu moć i da na čelo stranke izaberu Bakira Izetbegovića, sina Alije Izetbegovića. No, vremenom je Bakir odlučio ne natjecati se te je podržao Tihića. No islamisti na čelnim mjestima ostali su nezadovoljni umanjenim utjecajem te Tihićevim umjerenim stavom prema ustavnim reformama. Tihić je na Kongresu izjavio da od SDA želi napraviti multietičku stranku, te se udaljiti od nacionalističkih stranaka.

## Himna stranke
Ja sam sin tvoj
U plavo Božije prijestolje
klicu zvuci s bogomolja
to su pjesme zemlje moje
gdje huče gore i šume polja.
Mila sura i žestoka,
Bosna na zemlji krvavoj,
čuvam te kao i dva oka,
ja sin sam tvoj, zemljo.
Tamo, na Uni zlatno zrnce,
a na Drini zora plava,
u Neretvi spava sunce,
niz ravnine se razlila Sava.
Krene li dušman ti na zide
u san starih mezarova,
udarit će na šehide,
što krv će liti za brda ova.
Mila sura i žestoka
Bosna na zemlji krvavoj
čuvam te kao i dva oka
ja sin sam tvoj, zemljo.

## Uspjesi na izborima

### Član Predsjedništva Bosne i Hercegovine iz reda bošnjačkog naroda
| izbori | kandidat          | broj glasova | %      | ishod          |
| ------ | ----------------- | ------------ | ------ | -------------- |
| 1996.  | Alija Izetbegović | 730 592      | 80,00% | pobjednik      |
| 1998.  | Alija Izetbegović | 511 541      | 86.80% | pobjednik      |
| 2002.  | Sulejman Tihić    | 192 661      | 37,29% | pobjednik      |
| 2006.  | Sulejman Tihić    | 153 683      | 27,53% | drugoplasirani |
| 2010.  | Bakir Izetbegović | 162 831      | 34,86% | pobjednik      |
| 2014.  | Bakir Izetbegović | 247 235      | 32,87% | pobjednik      |
| 2018.  | Šefik Džaferović  | 212 581      | 36.61% | pobjednik      |

## Vanjske poveznice
- (boš.) Službena stranica Stranke demokratske akcije  Arhivirana inačica izvorne stranice od 11. listopada 2006. (Wayback Machine)